# سيرغي رومانوف
سيرغي رومانوف (بالروسية: Романов, Сергей Геннадьевич)‏ هو لاعب كرة قدم روسي في مركز الدفاع، ولد في 11 مارس 1983. لعب مع إف سي موسكو.